# دينيس هاربر
دينيس هاربر (بالإنجليزية: Dennis Harper)‏ (12 أكتوبر 1936 المملكة المتحدة - ) هو لاعب كرة قدم بريطاني.